# جون جوناس
جون جوناس هو مهندس كندي، ولد في 8 ديسمبر 1932 في مونتريال في كندا.